# Helen Humes
Helen Humes (Louisville, Kentucky, 23 juni 1913 - Santa Monica, 9 september 1981) was een Amerikaanse jazz- en blueszangeres, die onder meer in de band van bigband-leider Count Basie zong.

## Biografie
Al op jonge leeftijd leerde Humes trompet en piano spelen. Als kind zong ze in de schoolband van de zondagsschool, met daarin onder meer Dicky Wells en Jonah Jones. In 1927 zong ze tijdens enkele van de laatste opnames van bluesgitarist Sylvester Weaver. Weaver bracht Humes in contact met Okeh Records, waarvoor ze op 15-jarige leeftijd in St.Louis een eerste eigen plaat maakte, "Do What You Did Last Night". Ze ging naar New York, waar ze enige jaren zangeres was in het dansorkest van Vernon Andrade, die in de Renaissance Ballroom optrad. Ook nam ze er platen op, met James P. Johnson en de band van Harry James. Optreden met James zat er niet in, want het was niet gebruikelijk dat 'zwarte' zangeressen in een 'blank' orkest zongen. Rond 1938 nam ze in het orkest van Count Basie de plaats in van Billie Holiday, waar ze tot 1941 zou werken. Hierna werd ze freelancer. In 1945 had ze een hit met de noveltysong "Ooo Baba Leba", een rhythm & blues-nummer dat ze zelf geschreven had. In 1947 maakte ze enkele jazz-platen met Buck Clayton en Teddy Wilson. Na een nieuwe hit, "Million Dollar Secret" (1950), raakte haar carrière langzaam in het slop. Ze toerde met Red Norvo en maakte eind jaren vijftig, begin jaren zestig enkele platen voor Contemporary Records. Ook trad ze op in Europa en Australië.
In 1967 trok ze zich uit de muziekbusiness terug om voor haar vader te zorgen. Ze werkte een kleine twee jaar in een munitiefabriek. In 1973 haalde jazzschrijver Stanley Dance haar over op te treden op het Newport Jazz Festival in een Count Basie-reünie, een succesvol optreden waardoor haar muzikale carrière een tweede leven kreeg. Ze toerde in Europa (onder meer met Milt Buckner en Jay McShann) en ging weer platen maken. Zo nam ze in 1975 voor Columbia Records twee platen op, geproduceerd door John Hammond.
Helen Humes overleed aan de gevolgen van kanker.

## Discografie (selectie)
- Knockin' Myself Out: 1927-1951, Jazz Legends, 2005
- 1927-1945, Classics Jazz, 1996
- 1945-1947, Classics Jazz, 1999
- 1948-1950, Classics Jazz, 2004
- He May Be Your Man (opnames 1937 en 1945), Bluebird, 2002
- In Her Own Words: Complete 1946-1949 Recordings, Ocium, 2010
- Tain't Nobody's BiznessIf I Do/Songs I Like to Sing! (Contemporary-opnames 1960), Essential Jazz classics, 2012
- Swingin' With Humes (Humes' derde Contemporary album, 1961), Original Jazz Classics, 2002
- On the Sunny Side of the Street (Montreux Jazz Festival 1974), Black Lion, 1993
- Definitive Black & Blue Sessions: Sneakin' Around (opnames Parijs 1974), Black and Blue, 2010
- Deed I Do (opnames 1976), Contemporary, 2001
- Helen Humes And The Muse All stars (opnames 1979), Muse, 1993

met Count Basie:
- Complete Decca Recordings, Decca, 1992
- Count Basie at Southland 1940, Jazz Band, 2002

met Lester Young:
- Complete Aladdin Recordings, Blue Note, 1995

met Don Byas:
- Midnight at Minton's (1941), Highnote Records, 1999

met Meade Lux Lewis:
- Alternate Takes Live Performaces Soundies, Document Records

met Lonnie Johnson:
- Complete Recorded Works, vol. 1 (1925-1926), 2 (1926-1927) en 4 (1928-1929), Document Records

met Sylvester Weaver:
- Complete Recorded Works, vol. 2 (1927), Document Records